# Dvorac Lovrečan
Dvorac Lovrečan je višeslojni objekt u mjestu Lovrečan, općini Zlatar Bistrica zaštićeno kulturno dobro.

## Opis dobra
Dvorac Lovrečan, nedaleko istoimenog naselja u općini Zlatar-Bistrica, smješten je na velikom imanju južno od ceste Zabok - Zlatar. Podignut je na prijelazu 18. u 19. stoljeće. S istočne strane u 20. stoljeću dvorcu su prigrađene dvije paralelno postavljene prizemnice koje su narušile sklad i ljepotu volumena. Dvorac Lovrečan zauzima značajno mjesto u pregledu jednokrilnih dvoraca Hrvatskog zagorja. Svojom prostornom strukturom unosi bitne promjene u do tada uobičajenu shemu koja se zasniva na osnoj simetričnoj organizaciji prostora.

## Zaštita
Pod oznakom Z-2086 zavedena je kao nepokretno kulturno dobro - pojedinačno, pravna statusa zaštićena kulturnog dobra, klasificirano kao "profana graditeljska baština".